# ジャクソン・ホリデイ
- ジャクソン・ホリデー

ジャクソン・マシュー・ホリデイ（Jackson Matthew Holliday, 2003年12月4日 - ）は、アメリカ合衆国テキサス州オースティン出身のプロ野球選手（遊撃手）。右投左打。MLBのボルチモア・オリオールズ所属。
父のマット・ホリデイ、叔父のジョシュ・ホリデイも元プロ野球選手。弟はイーサン・ホリデイ

## 経歴

### プロ入り前
高校1年目のシーズン終了後に、卒業後は叔父のジョシュが監督を務めるオクラホマ州立大学へ進学する予定であることを発表した。
3年目の2021年に打率.500、6本塁打、50打点の成績を記録し、U-18のアメリカ合衆国代表に選出された。
4年目の2022年には1試合3本塁打や1イニング2本塁打などを記録し、注目を集めた。

### プロ入りとオリオールズ時代
2022年のMLBドラフト1巡目（全体1位）でボルチモア・オリオールズから指名され、予定していた大学進学を取りやめプロ入り。契約金は819万ドルで、同ドラフトで全体2位指名されたドリュー・ジョーンズの818万ドルを上回る高校生史上最高額となった。
2023年6月26日にオールスター・フューチャーズゲームに選出された。
2024年はスプリングトレーニングに招待選手として参加した。開幕は傘下AAA級のノーフォーク・タイズで迎えた。4月10日にメジャーに昇格。背番号は「7」で、これは父親がカージナルス時代と現役最終年のロッキーズでの2018年に着用した背番号である。また、オリオールズの歴史としてはカル・リプケン・シニアが着用し、その後は息子のビリー・リプケンが着用し、以降は準永久欠番となっていた背番号であった。10日の朝にビリーともう1人の息子であるカル・リプケン・ジュニアで議論し、オリオールズに背番号7を復活させることに合意。ジュニアは「リプケン家はホリデイが父親の背番号7を着用することに興奮しており、彼のプレーを観戦するのが楽しみ」だとツイートした。父親のマットも長年に渡って準永久欠番となっていた背番号を着用して貰えることは光栄だと公表した。同日のフェンウェイ・パークでのレッドソックス戦でメジャーデビューを果たした。この試合でメジャー初打点を記録している。翌11日の試合では二塁手として出場した。4月14日のミルウォーキー・ブルワーズ戦にて7回にアブナー・ウリベからメジャー初安打を記録した。デビュー後10試合で34打数2安打、18三振と結果を残せず、4月27日にAAA級ノーフォークへ降格となった。7月末に再昇格すると7月31日のトロント・ブルージェイズ戦でメジャー初本塁打となる満塁本塁打を記録した。

## 家族
父のマットはMLBで15年間プレーして通算316本塁打を記録し、オールスターゲームに7度選出された。
叔父のジョシュはマイナーリーグで2年間プレーし、現在はオクラホマ州立大学で監督を務めている。

## 詳細情報

### 年度別打撃成績
| 年 度    | 球 団    | 試 合 | 打 席 | 打 数 | 得 点 | 安 打 | 二 塁 打 | 三 塁 打 | 本 塁 打 | 塁 打 | 打 点 | 盗 塁 | 盗 塁 死 | 犠 打 | 犠 飛 | 四 球 | 敬 遠 | 死 球 | 三 振 | 併 殺 打 | 打 率 | 出 塁 率 | 長 打 率 | O P S |
| -------- | -------- | ----- | ----- | ----- | ----- | ----- | -------- | -------- | -------- | ----- | ----- | ----- | -------- | ----- | ----- | ----- | ----- | ----- | ----- | -------- | ----- | -------- | -------- | ----- |
| 2024     | BAL      | 60    | 208   | 190   | 28    | 36    | 4        | 2        | 5        | 59    | 23    | 4     | 0        | 0     | 1     | 15    | 0     | 2     | 69    | 1        | .189  | .255     | .311     | .566  |
| MLB：1年 | MLB：1年 | 60    | 208   | 190   | 28    | 36    | 4        | 2        | 5        | 59    | 23    | 4     | 0        | 0     | 1     | 15    | 0     | 2     | 69    | 1        | .189  | .255     | .311     | .566  |

- 2024年度シーズン終了時

### 年度別守備成績
| 年 度 | 球 団 | 二塁（2B） | 二塁（2B） | 二塁（2B） | 二塁（2B） | 二塁（2B） | 二塁（2B） | 遊撃（SS） | 遊撃（SS） | 遊撃（SS） | 遊撃（SS） | 遊撃（SS） | 遊撃（SS） |
| 年 度 | 球 団 | 試 合      | 刺 殺      | 補 殺      | 失 策      | 併 殺      | 守 備 率   | 試 合      | 刺 殺      | 補 殺      | 失 策      | 併 殺      | 守 備 率   |
| ----- | ----- | ---------- | ---------- | ---------- | ---------- | ---------- | ---------- | ---------- | ---------- | ---------- | ---------- | ---------- | ---------- |
| 2024  | BAL   | 56         | 76         | 127        | 3          | 29         | .985       | 3          | 4          | 1          | 0          | 1          | 1.000      |
| MLB   | MLB   | 56         | 76         | 127        | 3          | 29         | .985       | 3          | 4          | 1          | 0          | 1          | 1.000      |

- 2024年度シーズン終了時

### 記録
- オールスター・フューチャーズゲーム選出：1回（2023年）

### 背番号
- 7（2024年4月10日 - ）